# Forgó-tolózár

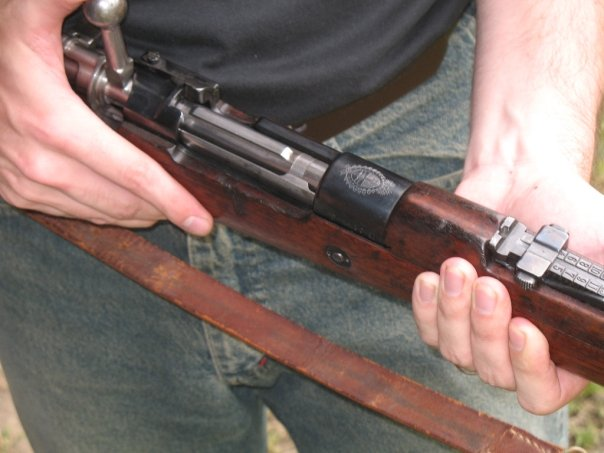
Mauser-záras elven működő fegyveragy

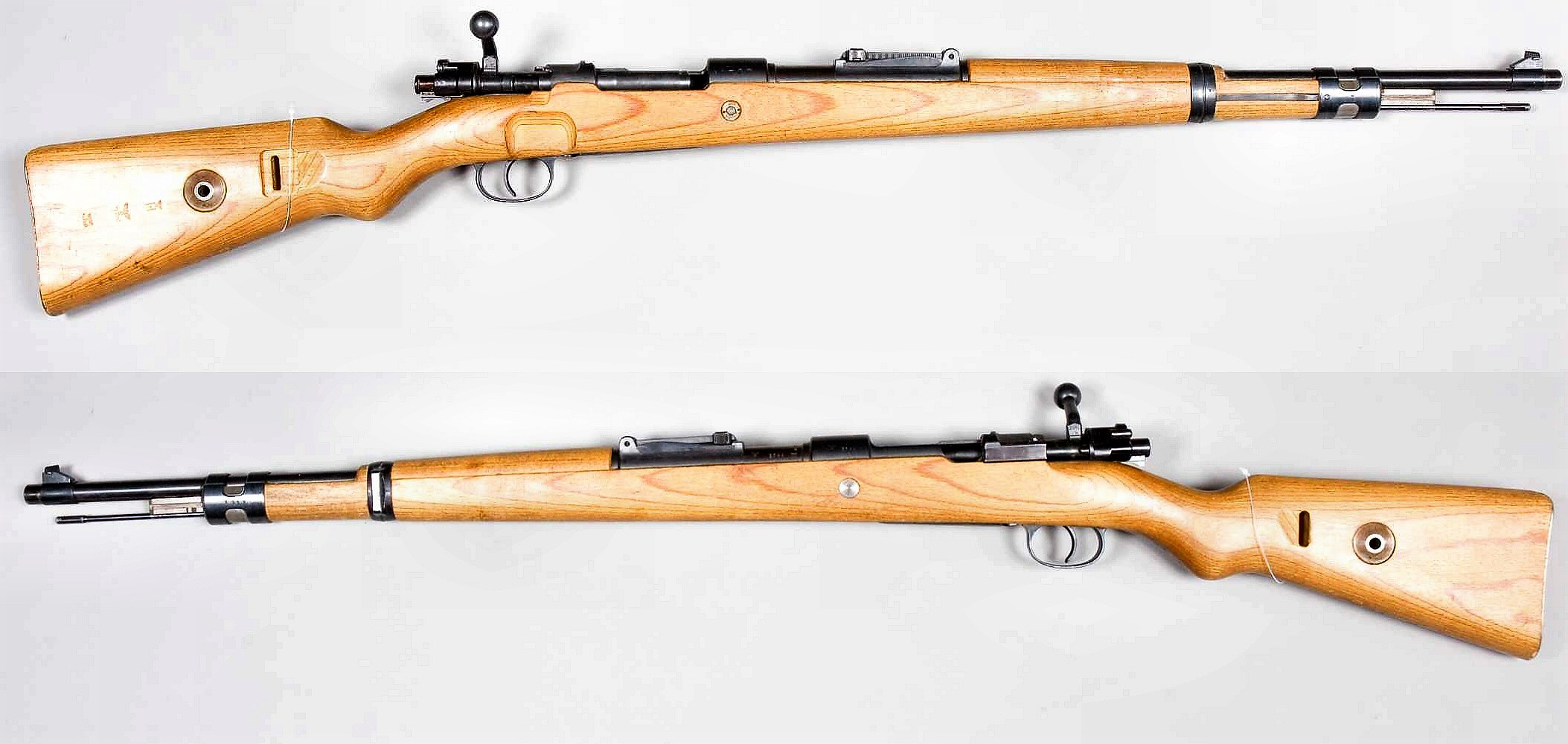
A Harmadik Birodalom híres lövészfegyvere a Karabiner 98k

A forgó-tolózár a Mauser fivérek hagyatéka, mely megreformálta az akkori lőfegyverekről alkotott képet. Segítségükkel a zárszerkezet új fajtáját mutatták be, ami felgyorsította a hüvelykivetést, illetve a fegyver újratöltését. A hátul- és elöltöltős fegyverek korában ez nagy előrelépés volt, befolyásolta mind a két világháború, illetve több, kisebb háború kimenetelét.

## A forgó-tolózárról
Szinte a Mauser-féle karabélyok szinonimája a forgó-tolózáras zárszerkezetű ismétlőpuska. Paul és Wilhelm  Mauser öröksége a mai napig él számos katonai, illetve sokkal inkább vadászpuska formájában. Első elfogadott fegyverük (M71) már forgó-tolózáras volt, mely jelentősen megújította az akkori fegyverek zárműködési elvét.

## A forgó-tolózár működése
A zár kinyitása a zárfogantyú balra történő elfordításával és hátrahúzásával történik. Ekkor az elfordulni nem képes, ferde felületű kakast a zártest hátranyomja, közben összeszorítja az ütőrugót. Felhúzott helyzetben a kakas és a zártest között mintegy 10 mm-es távolság van.

## Forgó-tolózáras lőfegyverek
A legismertebb forgó-tolózáras lőfegyver a Mauser-féle Karabiner 98k, mely a Harmadik Birodalom idején híresült el. Már az első világháborúban is alkalmazták, és a második világháborúban történő használatát Adolf Hitler rendelte el.
Sok mai sport- és vadászfegyver ezen az elven működik.
Néhány forgó-tolózáras puska:
- 35 M. Ismétlőpuska  Magyarország
- Gewehr 98  Német Birodalom,  Harmadik Birodalom
- Karabiner 98 Kurz  Harmadik Birodalom
- Springfield M1903A3  Amerikai Egyesült Államok
- Fusil Mas 36  Franciaország
- Halger No.7  Németország
- Lee-Enfield Mark V  Egyesült Királyság